# Neta Rivkin
Neta Zehava Rivkin (in ebraico נטע ריבקין‎?; Petah Tiqwa, 19 giugno 1991) è un'ex ginnasta israeliana.
Prima vincitrice per Israele di una medaglia nella ginnastica ritmica ai mondiali, conquistando il bronzo con il cerchio ai Mondiali del 2011 disputati a Montpellier.

## Biografia
Nasce a Petah Tiqwa da una famiglia di immigrati ebrei sovietici di Leningrado.
Pratica la ginnastica dall'età di 5 anni e si allena alla polisportiva Maccabi Tel Aviv.

## Carriera
Nel 2006 consegue la finale col nastro per i campionati europei di Mosca. A 16 anni, nel 2007, prende parte ai campionati europei della disciplina a Baku ed ai mondiali di Patrasso.

L'anno seguente, il 2008 si classificherà al quattordicesimo posto ai campionati europei di Torino, oltre a prendere parte ai giochi olimpici di Pechino dove sarà la più giovane atleta della delegazione israeliana. Si classificherà al 14º posto interpretato come un successo. Guadagnerà la medesima posizione in classifica (quattordicesima) anche nel 2009 ai mondiali del Giappone, disputati a Ise.
Nel 2010 ai mondiali di Mosca otterrà un 11º posto nel concorso completo e un 7º posto con la palla.
Il 2011 sarà un'ottima annata per Neta Rivkin che nel maggio conquista la medaglia d'argento con le clavette agli europei di Minsk alle spalle della bielorussa Liubou Charkashyna, diventando la prima atleta d'Israele a conquistare una medaglia nella disciplina. Nel medesimo evento si posizionerà: quinta alla palla, settima al nastro e settima al cerchio.
Proprio con il cerchio, a settembre, conquisterà, ai mondiali di Montpellier, il bronzo, alle spalle delle russe Kanaeva e Kondakova. Si qualifica, inoltre, per le finali con altri attrezzi, piazzandosi quinta con le clavette, settima con la palla e ottava con il nastro, mentre per il concorso completo si classifica al 10º posto, ma ciò le permetterà comunque di presentarsi ai giochi olimpici di Londra.
Nel 2012 partecipa alla World Cup di Tashkent, vincendo il bronzo nel concorso completo individuale, e ai giochi olimpici. A Londra guadagnerà l'accesso alla finale del concorso completo individuale in cui si classificherà al 7º posto, abbattendo un nuovo record per il suo Paese.
Terminate le Olimpiadi di Rio de Janeiro 2016 ha annunciato il suo ritiro dalla competizione agonistica.